# Dirhinus pusillus
Dirhinus pusillus är en stekelart som beskrevs av Masi 1927. Dirhinus pusillus ingår i släktet Dirhinus och familjen bredlårsteklar. Inga underarter finns listade i Catalogue of Life.